# Esquirol volador de Laos
L'esquirol volador de Laos (Biswamoyopterus laoensis) és una espècie de rosegador de la família dels esciúrids originari del sud-est asiàtic. És conegut a partir d'un sol exemplar, que el setembre del 2012 fou trobat en venda com a bushmeat en un mercat de la província laosiana de Bolikhamsai. Fou descrit per un equip de biòlegs britànics l'any 2013. Té una llargada corporal de 45,5 cm, sense comptar la cua, que mesura 62 cm. Pesa 1,8 kg.